# Décibel (bruit)
Pour les articles homonymes, voir Décibel (homonymie).

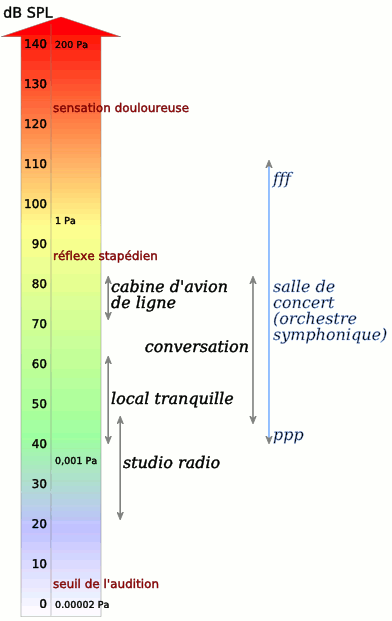
Niveaux sonores.

En acoustique environnementale, on indique couramment le niveau du bruit en décibels. Cette valeur exprime le rapport de puissance entre la pression acoustique et une valeur de référence qui correspond à un son imperceptible.
La pression acoustique est la grandeur physique qui stimule l'audition humaine. La plage de pressions donnant un niveau sonore perceptible s'étale sur un rapport de un à plusieurs millions. La perception du volume sonore est approximativement logarithmique : une augmentation donnée du volume correspond à multiplier la pression par un facteur identique. Pour cette raison, la mesure de bruit convertit très généralement la pression acoustique en décibels. On obtient ainsi une échelle qui va de 0 à 140 dB et rarement plus.

## Usage

### Mesure
Le sonomètre sert à mesurer le niveau sonore en un point. Dès que les mesures sont destinées à appuyer une revendication ou à étayer les arguments d'une controverse, des règles précises définissent les méthodes de mesure. L'instrument effectue les conversions de la pression acoustique, les pondérations selon la tonalité du son et ses variations plus ou moins rapides.
L'instrument produit un résultat en dB SPL qui désigne le Sound Pressure Level (niveau de pression acoustique) par rapport à 20 µPa. Il propose des pondérations par fréquence, dont la plus courante est la pondération A, indiquée par un résultat en dB SPL (A).

### Mesure de l'émission des sources sonores
Quand une spécification utilise le décibel pour une émission de bruit, il faut qu'elle indique la distance de la mesure. Une source sonore débite une puissance sonore (unité : watt) qui, s'il n'y a pas d'obstacle (on dit en champ libre) se disperse dans toutes les directions. L'intensité acoustique (W m−2, watts par mètre carré) diminue à proportion de la surface sur laquelle la puissance se répartit au fur et à mesure que l'onde sonore s'éloigne de la source. Si la distance parcourue double, la surface quadruple. L'intensité acoustique, c'est-à-dire la puissance par unité de surface, se divise donc par quatre. Doubler la distance en champ libre, c'est retirer 6 dB. 
D'une façon générale, le niveau sonore en champ libre est inversement proportionnel au carré de la distance, c'est-à-dire à la distance multipliée par elle-même. L'écart entre deux mesures de la même source en champ libre à des distances différentes est la valeur en décibels du rapport des distances.
| Rapport | 1 | 1,12 | 1,26 | 1,4 | 1,6 | 1,8 | 2 | 2,2 | 2,5 | 2,8 | 3,2 | 4  | 5  | 6,3 | 8  | 10 | 18 | 32 | 100 | 320 | 1 000 |
| dB      | 0 | 1    | 2    | 3   | 4   | 5   | 6 | 7   | 8   | 9   | 10  | 12 | 14 | 16  | 18 | 20 | 25 | 30 | 40  | 50  | 60    |

En France, l'arrêté du 18 juillet 1985 spécifie les limites du bruit émis par les véhicules automobiles. La mesure s'effectue en dB SPL (A). L'arrêté fixe soigneusement les conditions de la mesure pour éviter les abus et régler les contestations.
« La membrane du microphone doit être orientée vers l'orifice d'échappement des gaz et placée à une distance de 0,5 mètre de cet orifice. » À un mètre, le niveau sonore mesuré serait inférieur de 6 dB. Entre une distance de 0,4 m et une distance de 0,6 m, la distance varie de 1 à 1,5, ce qui correspond à un peu plus de 3 dB.
« Les dimensions de l'aire de mesure sont au moins égales à celles d'un rectangle, dont les côtés sont à trois mètres du contour du véhicule. Il ne doit pas y avoir d'obstacles importants à l'intérieur de ce rectangle. » Ces spécifications concernent l'aspect « champ libre ». Des réflexions sur des obstacles proches peuvent sérieusement perturber la mesure, l'augmentant en un point, et la réduisant en un autre tout proche.

#### Intensité acoustique
Les études acoustiques destinées à établir les chemins de propagation du bruit dans un environnement peuvent utiliser l'intensité acoustique. Cette grandeur représente la puissance acoustique transmise dans une direction donnée. Elle s'établit généralement à partir du gradient de pression acoustique établi grâce à un réseau de capteurs, sinon à partir de capteurs de vitesse acoustique couplés avec un capteur de pression.
Une intensité acoustique n'implique pas toujours un niveau sonore. En cas d'onde stationnaire, l'intensité est nulle, alors que la pression acoustique ne l'est pas, et qu'on entend un son.
On trouve rarement des indications en dB SIL (Sound Intensity Level, niveau d'intensité acoustique). L'utilité de repérer un niveau en décibels, plutôt qu'une mesure utilisable pour les calculs, n'est pas évidente, et ne correspond pas en tous cas aux valeurs connues du public.

#### Puissance acoustique
Pour permettre sur documents la comparaison entre deux sources de bruit, on utilise quelquefois le niveau de puissance acoustique, exprimée en dB SWL par rapport à 1 pW. Cette valeur s'obtient, soit en plaçant la machine en essai dans une chambre réverbérante, afin de mélanger les sons partant dans toutes les directions, soit en faisant une série de mesures tout autour de la source.
Le niveau obtenu n'a pas de rapport simple avec un niveau de pression acoustique, et les valeurs diffèrent de celles connues du public. Il sert à comparer deux sources, par exemple engins de chantier ou ordinateur de bureau, qu'on envisage d'utiliser.

### Comparaison des sources de bruit

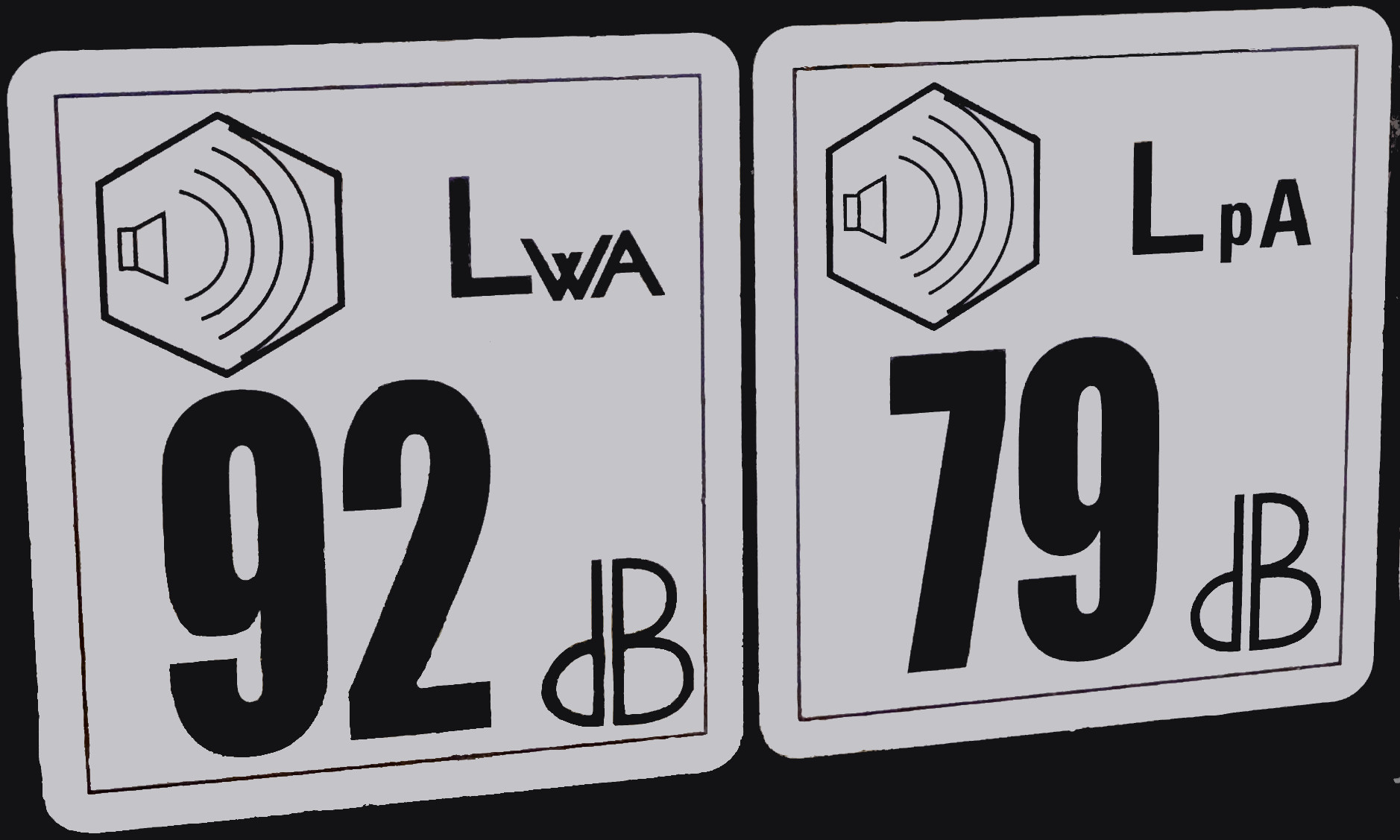
Affichage de l'émission sonore d'une minipelle.

L'écart entre sources de bruit s'exprime le plus souvent en décibels, affectés de la pondération adéquate. Pour que cette comparaison soit possible, il faut que la puissance qui sert au calcul des décibels soit la même grandeur et calculée identiquement.
Pour donner, avant l'installation, une idée de l'émission sonore d'une machine utilisée en intérieur, on doit indiquer sa puissance d'émission sonore LW en dB SWL re 1 pW. Une différence de moins de 1 dB est imperceptible.
Certains fabricants communiquent la pression acoustique à 1 m en champ libre LP en dB SPL re 20 µPa, beaucoup plus facile à mesurer. Les deux données, bien qu'exprimées toutes deux en décibels, ne peuvent se comparer.
La notice d'un appareil ménager indique LW = 49 dB SWL re 1 pW.
Celle d'un autre indique « niveau sonore à 1 m inférieur à 45 dB ». Selon l'usage commun, il s'agit du niveau de pression acoustique LP exprimé en dB SPL re 20 µPa, celui qu'on mesure avec un sonomètre.
Quel est le moins bruyant ?
Pour le premier appareil :
1. La puissance émise est de 1 pW×104,9 ≈ 8 × 10−8 W ;
2. En champ libre au-dessus du sol, cette puissance se répartit sur une demi-sphère. À 1 m son aire est de 2π m2. On calcule l'intensité acoustique moyenne en divisant la puissance par l'aire. On obtient 1,2 × 10−8 W m−2 ;
3. Avec une onde progressive, la pression acoustique moyenne correspondant à l'intensité est approximativement √(400 i), soit 0,002 2 Pa = 2 200 µPa ;
4. En rapportant cette grandeur à 20 µPa, on obtient un niveau de pression acoustique moyenne à 1 m autour de l'appareil LP = 20×log10 2 200 / 20 = 41 dB SPL.

On ne peut conclure. L'une des valeurs est un maximum, l'autre est une moyenne. Elles sont trop proches pour qu'on puisse exclure que la pression acoustique moyenne de la seconde soit inférieure à celle de la première.

## Niveaux

### Niveau de référence
Le décibel exprime des rapports entre des puissances. L'intensité acoustique est la puissance d'une onde sonore par unité de surface. C'est la grandeur qui convient le mieux pour la définition du décibel en acoustique. Le niveau de référence du décibel (acoustique) est 1 × 10−12 W m−2 (un picowatt par mètre carré).
Cependant, la grandeur qu'on mesure directement, avec un microphone, est la pression acoustique. La puissance développée par l'onde sonore est proportionnelle au carré de la pression acoustique. On a choisi un niveau de référence en pression acoustique qui soit équivalent, pour une onde sonore définie (par opposition à un champ sonore diffus où le son arrive de toutes les directions), à celle de l'intensité acoustique.
La valeur de référence 0 dB SPL est 2 × 10−5 Pa (20 micropascals).

### Seuil de perception
Une personne entendant normalement est plus sensible aux fréquences entre 1 500 Hz et 4 000 Hz avec une sensibilité maximale vers 3 500 Hz (voir les courbes isosoniques). Dans cette plage de fréquences, le niveau du son pur continu le plus ténu qu'une personne ayant une audition parfaite puisse entendre est un peu inférieur au niveau de référence 0 dB SPL,,.  Il existe de fortes variations suivant les sujets, notamment selon l'âge et l'exposition passée à des niveaux sonores élevés.
Le résultat de la mesure du seuil d'audition d'une personne donnée dépend des conditions de mesure et du signal utilisé.

### Niveau maximal d'exposition
C'est un niveau déterminé par la loi et les règlements, à partir duquel on estime qu'une exposition prolongée peut endommager l'audition. En France, ce niveau est de 80 dB SPL (A). La réglementation nationale impose de ne pas dépasser une valeur limite d'exposition au bruit fixée à 87 dB (décibels) pour 8 heures de travail.

### Réflexe stapédien
Le réflexe stapédien protège l'oreille interne en agissant sur un muscle de l'oreille moyenne, de façon à diminuer la transmission des vibrations sonores. Il se déclenche au moment de parler et à l'exposition à un son supérieur de 80 dB environ au seuil de l'audition. Le muscle stapédien se fatigue, et, au bout d'un certain temps, ne peut plus assurer sa fonction protectrice. C'est pourquoi on estime que le déclenchement du réflexe stapédien correspond à l'entrée dans la zone dangereuse pour l'exposition sonore prolongée.

### Seuil de la douleur
À partir d'un certain niveau, la sensation auditive devient douloureuse.
Selon les sources, selon le contenu spectral et aussi selon les personnes, ce niveau se situe entre 120 dB SPL et 130 dB SPL.

### Maximum absolu
La pression acoustique est une variation de la pression ambiante, ou pression atmosphérique.
L'Organisation maritime internationale prévoit que les navires doivent être équipés d'un sifflet « d'une fréquence fondamentale comprise entre 70 Hz et 200 Hz à bord d'un navire de longueur égale ou supérieure à 200 m, » donnant un « niveau de pression acoustique au moins égal » à 143 dB mesuré à 1 m.
Supposons qu'un armateur ait choisi une fréquence de 110 Hz (deux octaves plus grave que le la du diapason des musiciens), et le niveau minimum réglementaire.
1. Les variations de pression acoustique se répètent 110 fois par seconde. On appelle période chaque répétition identique.
2. Pendant cette période, la pression s'élève d'à peu près 1,4 fois la valeur efficace de la pression acoustique au-dessus de la pression atmosphérique, puis se réduit d'autant en dessous.
3. 143 dB correspondent à 280 Pa.
4. La pression atmosphérique au niveau de la mer est de 101 300 Pa.

Pendant le coup de sifflet, à un mètre de cet instrument, la pression oscille entre 101300 - 400 et  101300 + 400, soit entre 100 900 Pa et 101 700 Pa.
Pendant une partie de la période, la pression acoustique (instantanée) se retranche de la pression atmosphérique. Si l'intensité sonore augmente, le reste se rapproche de zéro. On comprend bien que la pression ne peut pas s'abaisser en dessous de zéro. Quand la pression acoustique a la même valeur que la pression atmosphérique, elle se trouve à un maximum. On parle alors d'onde de choc. La pression atmosphérique au niveau de la mer est environ à 1 013 hPa, soit 1,013 × 105 Pa. Si l'on pouvait encore parler de pression acoustique à ce niveau, cela représenterait un niveau à 0,7 × 0,5 × 1010 fois le niveau de référence, soit 191 dB SPL, et moins à haute altitude, où la pression atmosphérique est plus faible.